# Herbert Kelletat
Herbert Kelletat (* 13. Oktober 1907 in Saalfeld, Kreis Mohrungen; † 25. Mai 2007 in Flensburg) war ein deutscher Musiker, Organist, Autor von musikwissenschaftlichen Werken und Chorleiter. Seit 1930 erschienen von ihm verfasste wissenschaftliche Veröffentlichungen, insbesondere zur Geschichte der Orgel und zu Fragen musikalischer Temperaturen.

## Leben
Die frühe Kindheit erlebte Herbert Kelletat in Graudenz (Westpreußen) und in Liebstadt (Ostpreußen). Später lebte die Familie in Bromberg (1917–1921) und in Halle (1921–1930). Kelletat begann 1926 ein Studium der Germanistik, Anglistik und Musikwissenschaft an der Friedrichs-Universität Halle. Obwohl die Eltern nach Marienburg (Westpreußen) zogen, blieb er zunächst in Halle und wechselte später zum Studium an die Albertus-Universität Königsberg. Dort erweiterte er von 1930 bis 1934 sein Studium der Musikwissenschaft bei Joseph Müller-Blattau und das Orgelspiel bei Adolf Wieber. Anlässlich einer 1932 durchgeführten Reise in das Baltikum traf er mit Monika Hunnius in Riga zusammen.
1933 promovierte Kelletat mit der Dissertation Zur Geschichte der deutschen Orgelmusik in der Frühklassik zum Doktor der Philosophie und wurde Assistent von Müller-Blattau. Ab 1934 schloss Kelletat ein weiteres Studium (Orgelspiel und Improvisation) an der Kirchenmusikschule in Berlin-Spandau bei Gerhard Schwarz, Herbert Schulze und Ernst Pepping an. Im gleichen Jahr heiratete er Margarete Nominikat. Nebenher schrieb Kelletat Musikkritiken für die „Preußische Zeitung“. Bei Karl Matthaei in Winterthur in der Schweiz vertiefte er sein Orgelstudium. Von 1935 bis 1944 war er nahezu zehn Jahre als Kantor und Organist an der Altstädtischen Kirche tätig.
1944 erfolgte seine Habilitation bei Walther Vetter über die Geschichte der Orgel in Ost- und Westpreußen und er wurde mit Verleihung des Professorentitels ausgezeichnet. 1946 gründete er die Musikhochschule Rostock, floh jedoch im gleichen Jahr nach Westberlin und begann eine Unterrichtstätigkeit an der Hochschule für Musik. Von 1948 bis 1951 war Kelletat Kantor und Organist in Soest und begründete 1948 die Evangelische Studentenkantorei Deutschlands. Über 20 Jahre, von 1951 bis 1972 war Kelletat dann Organist und Kantor der Kirche am Hohenzollernplatz in Berlin-Wilmersdorf. In dieser Zeit war er ab 1952 Landeskirchenmusikwart für Berlin und gründete 1953 die Berliner Kantorei.
1980, nach dem Tod seiner Frau Margarete Kelletat, übersiedelte Herbert Kelletat nach Bad Salzuflen und ehelichte Hedwig Bülow. 2002 zog Herbert Kelletat nach Flensburg in das Gotthard-und-Anna-Hansen-Stift der DIAKO (Diakonische Anstalten). 2004 verfasste er sein Werk Mein Weg zur Musica Sacra, das in Flensburg 2005 erschien. Kelletat lebte zuletzt in Flensburg und war bis zu seinem Tod mit musikwissenschaftlichen Arbeiten beschäftigt.

## Konzerte
- 1985–2001: Konzerte gemeinsam mit dem „Hamburger Blockflöten-Ensemble“ (später „Musica Tre Fontane“)
- 1992: Orgelmesse Erlöserkirche Bad Salzuflen (zum 85. Geburtstag)
- 1994: Zur musikalischen Temperatur, Band III, Franz Schubert, Merseburger, Kassel, 1994
- 2002: Konzert im Kirchsaal des Ev. Stifts Wüsten in Bad Salzuflen
- 2002: Orgelkonzert zum 95. Geburtstag in der Kirche der DIAKO
- 2004: Orgelkonzert zum 40. Geburtstag der Enkelin Donata Dörfel in der Kirche der DIAKO
- 2005: Musiktherapie für Mitbewohner des Gotthard-und-Anna-Hansen-Stift der DIAKO
- 2006: Orgelkonzert in der DIAKO Flensburg (zum 99. Geburtstag)

## Schriften
- Zur musikalischen Temperatur insbesondere bei Johann Sebastian Bach. Oncken, Kassel 1960.
- Zur Geschichte der deutschen Orgelmusik in der Frühklassik. Bärenreiter, Kassel 1933.
- Zur musikalischen Temperatur. Merseburger, Berlin
- Improvisationslehre für Orgel. Merseburger, Berlin 1976.